# Dom Wenecki w Krakowie
Dom Wenecki (Kamienica Pod Karpiem Szarym) – zabytkowa modernistyczna kamienica znajdująca się w Krakowie, w dzielnicy I przy Rynku Głównym 11, na Starym Mieście.
Wzniesiono ją w latach 1913–1917 według projektu Adolfa Siódmaka w miejscu wcześniejszej zabudowy, która znacznie różniła się o obecnego budynku, a powstała prawdopodobnie w XIV wieku. Od roku 1527 w kamienicy mieściła się apteka, dom był własnością aptekarskich rodzin: Alantsee, Zajdliczów (lata 1607–1646), Pernusów (do 1678). Przebudowa kamienicy nastąpiła zapewne na przełomie XVI i XVII wieku, a następnie w połowie XVII wieku i w latach 70. tego stulecia – wzmocniono wtedy konstrukcję i zmodernizowano wnętrza. W 1699 roku kamienicę kupiła żupa wielicka, ale około 1710 roku na powrót stała się własnością mieszczan. W latach 1718–1744 była własnością budowniczego Franciszka Torianiego i mieściła skład korzenny. W roku 1809 dokonano klasycystycznej przebudowy dla kupca bławatnego Józefa Leopolda Wasseraba według projektu Szczepana Humberta. W 1851 roku odbudowano po pożarze w 1850 spalone oficyny. 
W roku 1913, mimo protestów architektów i konserwatorów, zburzono naziemne kondygnacje zabudowy i wzniesiono nowy wieloskrzydłowy dom, który luźno nawiązuje do układu dawnej kamienicy. Fasada jest okazała, najwyższa we wschodniej pierzei rynku. Kamienica składa się z wysokiej attyki, partii pieter i dwukondygnacyjnej części dolnej (z balkonem). Dekoracja elewacji podwórzowej nawiązuje do weneckiej architektury renesansowej. W południowej ścianie podwórka znajduje się godło kamienicy – płaskorzeźba karpia.
Nazwa „Dom Wenecki” nawiązuje do nieudokumentowanego pobytu posłów Republiki Weneckiej. Fakt ten miała potwierdzać rzeźba skrzydlatego lwa św. Marka, która była wmurowana w ścianie dziedzińca do początku XX wieku.
8 grudnia 1987 kamienica została wpisana do rejestru zabytków. Znajduje się także w gminnej ewidencji zabytków.

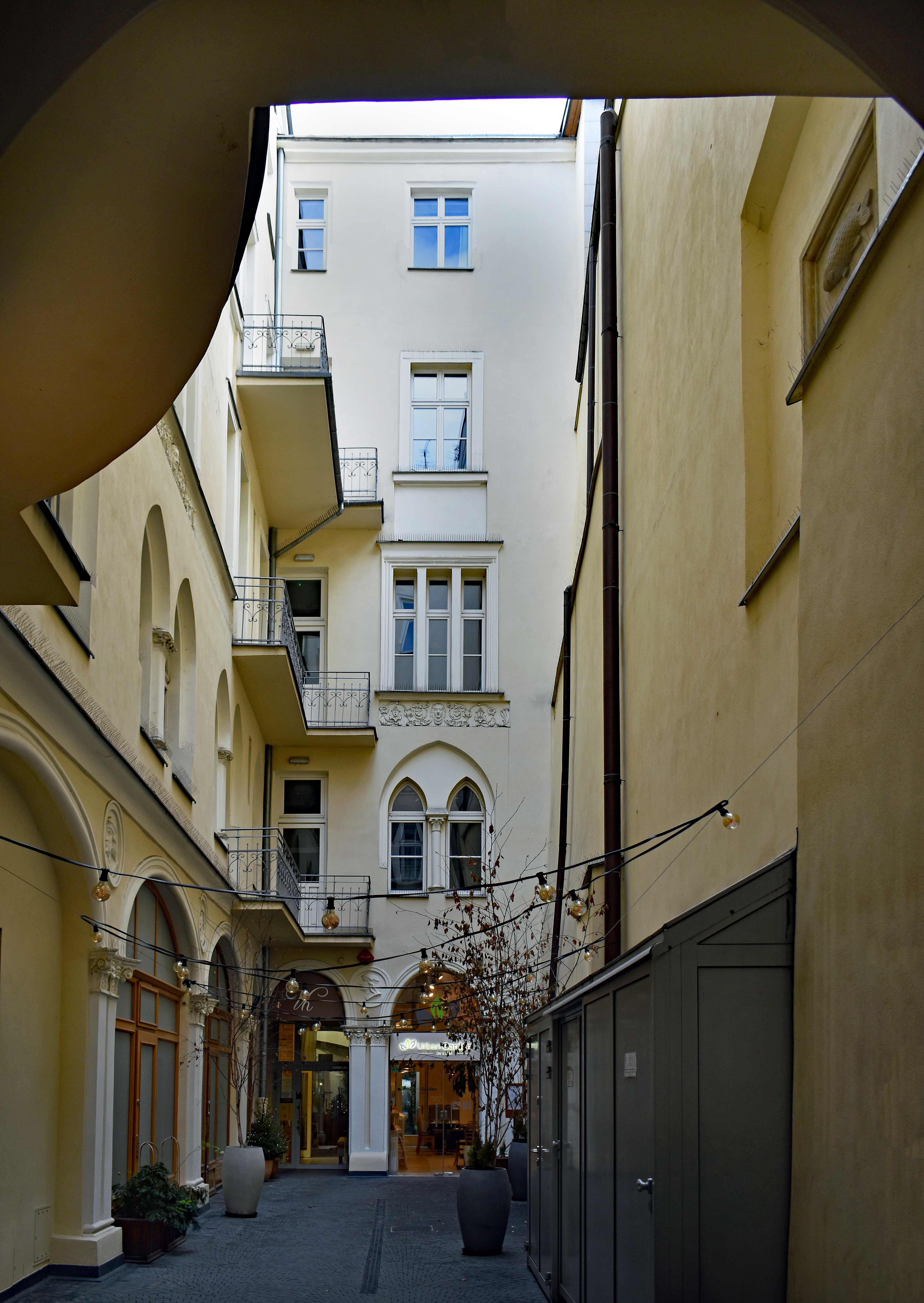
Podworzec kamienicy
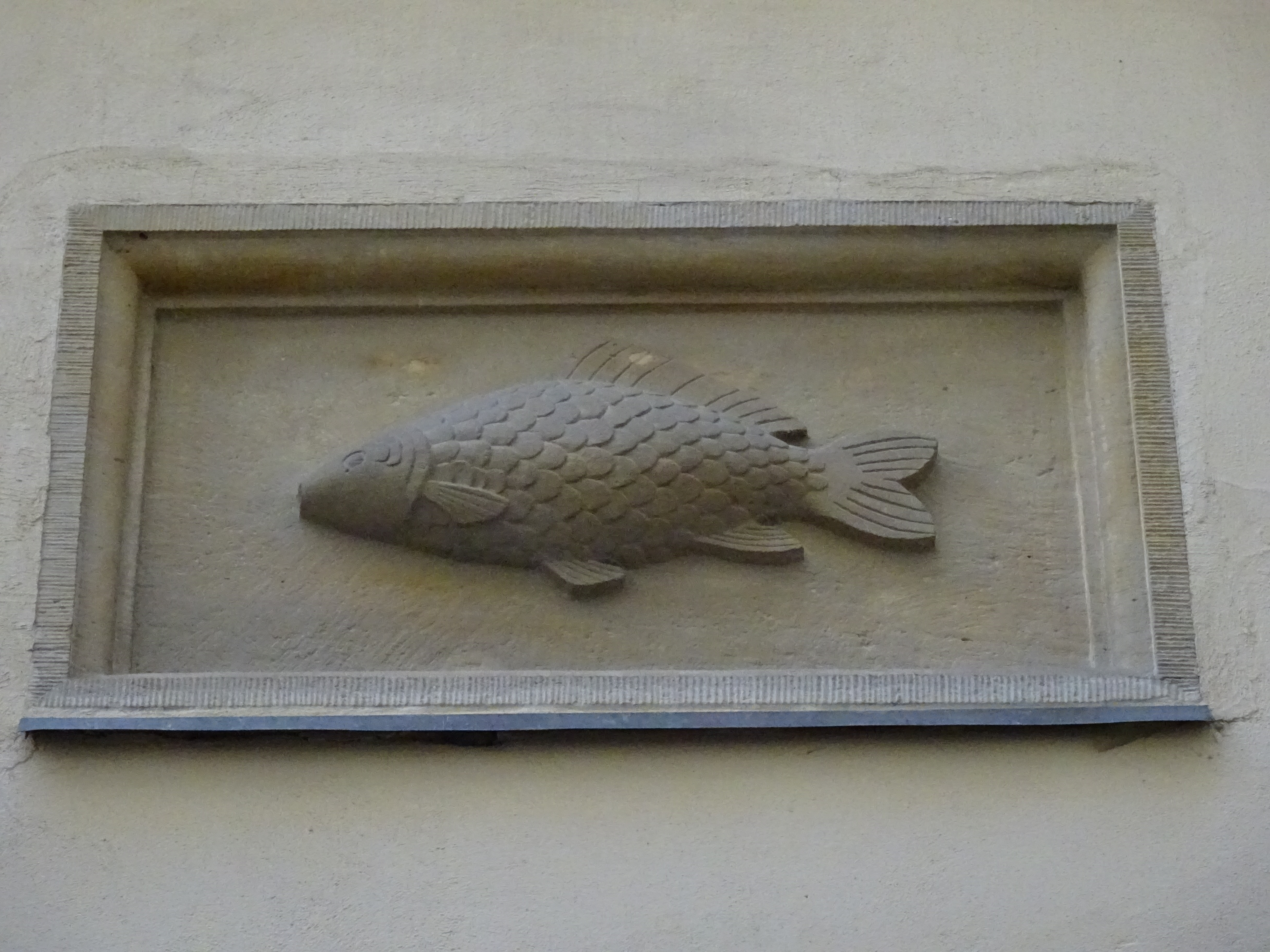
Godło domu – szary karp na południowej ścianie podworca